# Anna Vicens
Anna Vicens (Girona, 1973) és una enòloga i sommelier catalana. Des del març 2016 és presidenta de l'Associació Catalana de Sommeliers (ACS), i des del 2018 sommelier en cap de la distribuïdora Alregi a Vilamalla, per supervisar la cadena comercial Wine Palace. Col·labora amb publicacions especialitzades com ara Catalonia Today i Selectus Wines. Sovint és triada com membre de panells de tast de concursos de vi nacionals i internacionals.
Va estudiar entre 1995 i 1997 a l'Escola Superior d'Hostaleria de Barcelona i en acabar els estudis va començar treballant a Allella Vinícola, un celler històric de la DO Alella. Com a presidenta de l'ACS actua, entre d'altres per motivar els joves per a la professió de sommelier i per promoure la cultura del vi català. Entre molts reptes i problemes del sector vitivinícola català, cita la situació de la DO Cava amb vins molt diferents en un territori tan extens, causa de molta confusió entre els consumidors.
El 2016 va rebre el «Premi Molla d'Or» per a la seva trajectòria professional. Segons l'informe del jurat «s'ha valorat la seva humilitat, ja que va començar des de baix de tot, i la seva capacitat de treball fins al punt d'arribar a ser qui és».